# Depot-Nunatak
Der Depot-Nunatak ist ein antarktischer Nunatak mit einer Höhe von 1980 m, der an der Westseite des Cassidy-Gletschers und der Quartermain Mountains im Viktorialand zu finden ist. 
Der Nunatak wurde von Teilnehmern der Discovery-Expedition (1901–1904) entdeckt, als sie während eines Erkundungsmarsches im Jahr 1903 hier ein Nahrungsmitteldepot für den Rückweg anlegten.